# Regina Alférez
Regina Alférez Licea, född 1 december 1997, är en mexikansk konstsimmare. 
Alférez har tagit ett guld och ett silver vid panamerikanska spelen. Hon är en fyrfaldig guldmedaljör och tvåfaldig silvermedaljör vid centralamerikanska och karibiska spelen.

## Karriär
Vid centralamerikanska och karibiska spelen 2018 i Barranquilla tog Alférez totalt tre guldmedaljer. Vid panamerikanska spelen 2019 i Lima var hon en del av Mexikos lag som tog silver i lagtävlingen.
Vid panamerikanska spelen 2023 i Santiago var Alférez en del av Mexikos lag som tog guld i lagtävlingen. Vid centralamerikanska och karibiska spelen 2023 i San Salvador tog hon ett guld och två silver. Vid olympiska sommarspelen 2024 i Paris var Alférez en del av Mexikos lag som slutade på sjunde plats i lagtävlingen.